# Historia Zaringo-Badensis

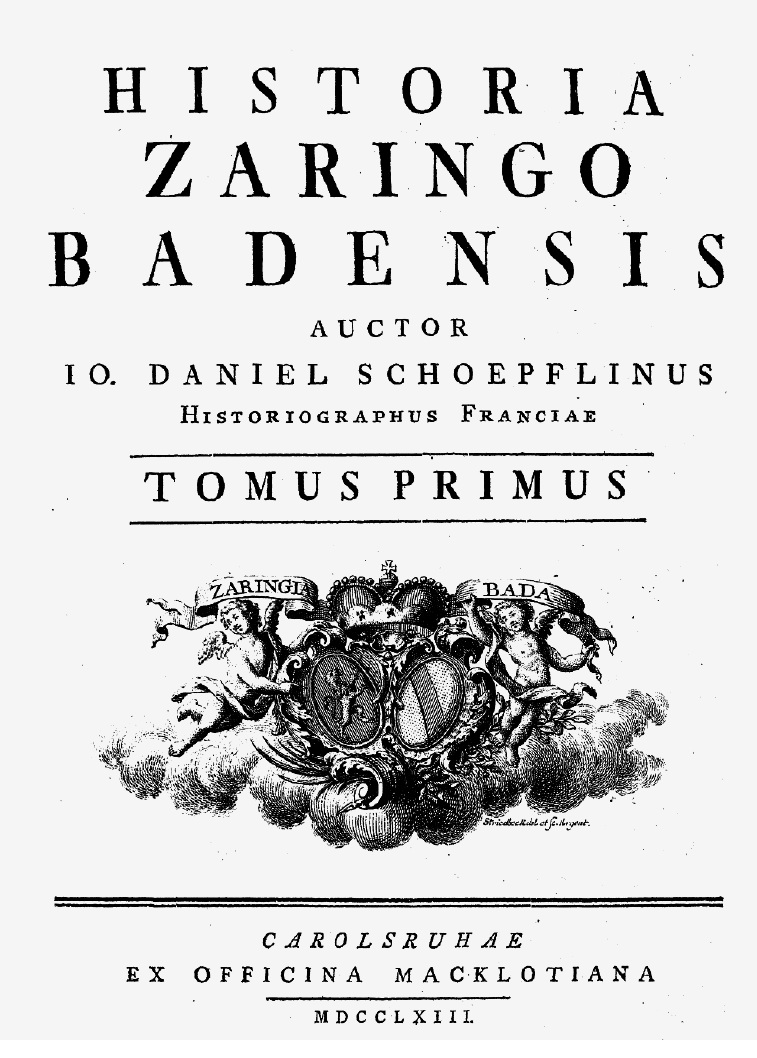
Titelblatt der Historia Zaringo-Badensis

Historia Zaringo-Badensis ist eine zwischen 1763 und 1767 publizierte Geschichte des Hauses Baden in sieben Bänden, die von Johann Daniel Schöpflin in Lateinisch geschrieben wurde. Sie begründete insbesondere den Bezug des Hauses Baden auf seine gemeinsame Herkunft mit den Zähringern.

## Entstehung des Werkes
1753 legte Schöpflin dem Markgrafen den Entwurf einer badischen Geschichte mit dem Titel Commentarii rerum Zaringo-Badensium vor, der als Urfassung der Historia Zaringo-Badensis anzusehen ist. 1760 erhielt er dann vom Markgrafen den Auftrag eine Geschichte seiner Dynastie zu erstellen.
Allein die Tatsache, dass der über die Landesgrenzen hinaus angesehene Markgraf Karl Friedrich der Auftraggeber des Geschichtswerks war, verschaffte Schöpflin den Zugang zu Archiven, die anderen verschlossen geblieben waren. Als ergiebigste Quelle erwies sich das Archiv des Klosters St. Peter, wo sich die Grablege der Zähringer befindet. In St. Peter, das damals noch zu Vorderösterreich gehörte, war man zunächst nicht davon begeistert, dem protestantischen Hof in Karlsruhe Amtshilfe zu leisten. Die guten Beziehungen Schöpflins zum Wiener Hof halfen aber auch diesen Widerstand zu überwinden. Bei der Quellensuche unterstützt wurde Schöpflin vom elsässischen Historiker Andreas Lamey und dem badischen Archivar Johann Friedrich Herbster.
Die Publikation des umfangreichen Werkes innert kurzer Zeit (sieben Bände 1763–1766) ist gleichwohl eine erstaunliche Leistung.

## Wirkung des Werkes
Vor Schöpflins Werk war sich das Haus Baden kaum seiner Verbindung zu den Zähringern bewusst und hat auch nie einen Bezug zu diesen hergestellt. Im Zusammenhang mit der 1771 anstehenden Wiedervereinigung der badischen Markgrafschaften wurde die aufgezeigte gemeinsame Herkunft nun gerne politisch genutzt. Dies galt umso mehr bei den späteren Gebietserwerbungen, da das Zähringerbewusstsein das Haus Baden als natürlichen Erben vieler dieser vormals einmal zähringischen Gebiete erscheinen ließ.

## Werk
- Historia Zaringo-Badensis, 7 Bände, Karlsruhe 1763–1766 (Digitalisat).
  - Tomus Primus (Band 1) – 1763: Zähringer; Herzöge von Teck; Markgrafen von Baden bis Hermann VI.; Markgrafen von Baden-Hachberg; Markgrafen von Hachberg-Sausenberg; Herren von Rötteln; Herren von Usenberg
  - Tomus Secundus (Band 2) – 1764: Markgraf Rudolf I. bis Markgraf Christoph I.
  - Tomus Tertius (Band 3) – 1765: Bernhardinische Linie – Markgraf Bernhard III. bis Markgraf August Georg Simpert; Münzen und Medaillen des Hauses Baden-Baden
  - Tomus Quartus (Band 4) – 1766: Ernestinische Linie – Markgraf Ernst bis Markgraf Karl Friedrich; Münzen und Medaillen des Hauses Baden-Durlach
  - Tomus Quintus (Band 5) – 1765: Urkunden 1. Teil 676 bis 1399
  - Tomus Sextus (Band 6) – 1765: Urkunden 2. Teil 1401 bis 1500
  - Tomus Septimus (Band 7) – 1766: Urkunden 3. Teil 1503 bis 1562; Gesamt-Index

## Die deutsche Kopie
1764 begann Johann Christian Sachs mit der Publikation seines Werkes Einleitung in die Geschichte der Marggravschaft und des marggrävlichen altfürstlichen Hauses Baden, das der Schöpflinschen Vorlage in der Systematik folgte und in weiten Teilen eine Übersetzung der lateinischen Vorlage darstellt, die allerdings mit eigenen Anmerkungen ergänzt wurde.
- Johann Christian Sachs: Einleitung in die Geschichte der Marggravschaft und des marggrävlichen altfürstlichen Hauses Baden, Frankfurt und Leipzig 1764, Erster Theil in der Google-Buchsuche
- Johann Christian Sachs: Einleitung in die Geschichte der Marggravschaft und des marggrävlichen altfürstlichen Hauses Baden, Carlsruhe 1767, Zweyter Theil in der Google-Buchsuche
- Johann Christian Sachs: Einleitung in die Geschichte der Marggravschaft und des marggrävlichen altfürstlichen Hauses Baden, Carlsruhe 1769, Dritter Theil in der Google-Buchsuche
- Johann Christian Sachs: Einleitung in die Geschichte der Marggravschaft und des marggrävlichen altfürstlichen Hauses Baden, Carlsruhe 1770, Vierter Theil in der Google-Buchsuche
- Johann Christian Sachs: Einleitung in die Geschichte der Marggravschaft und des marggrävlichen altfürstlichen Hauses Baden, Carlsruhe 1773, Fünfter Theil in der Google-Buchsuche – Markgraf Friedrich Magnus bis Grossherzog Karl Friedrich